# Čchen Lung
Čchen Lung (čínsky pchin-jinem Chén Lóng, znaky 谌龙 ; * 18. ledna 1989 Ťing-čou) je bývalý čínský badmintonista. Vyhrál mužskou dvouhru na Letních olympijských hrách 2016, na LOH 2020 byl druhý a na LOH 2012 třetí.
V roce 2007 se stal juniorským mistrem světa i Asie. Získal zlatou medaili na mistrovství světa v badmintonu v letech 2014 a 2015 a na mistrovství Asie v badmintonu 2017. Vyhrál dvouhru na BWF Super Series Finals v letech 2012 a 2014, All England Open Badminton Championships 2013 a 2015, China Open 2010, 2012, 2013 a 2017 a na French Open 2018 a 2019. Byl členem vítězného týmu na Thomasově poháru 2010, 2012 a 2018, Sudirmanově poháru 2009, 2011, 2013, 2015 a 2019 a na Asijských hrách 2010 a 2018.
V letech 2014 až 2016 byl po 76 týdnů jedničkou světového žebříčku. Ve své kariéře vyhrál 446 zápasů. Aktivní sportovní činnost ukončil v roce 2021. Jeho manželkou je badmintonistka Wang Š'-sien.